# Ficus palmeri
Ficus palmeri är en mullbärsväxtart som beskrevs av S. Wats.. Ficus palmeri ingår i släktet fikonsläktet, och familjen mullbärsväxter. Inga underarter finns listade i Catalogue of Life.

## Bildgalleri

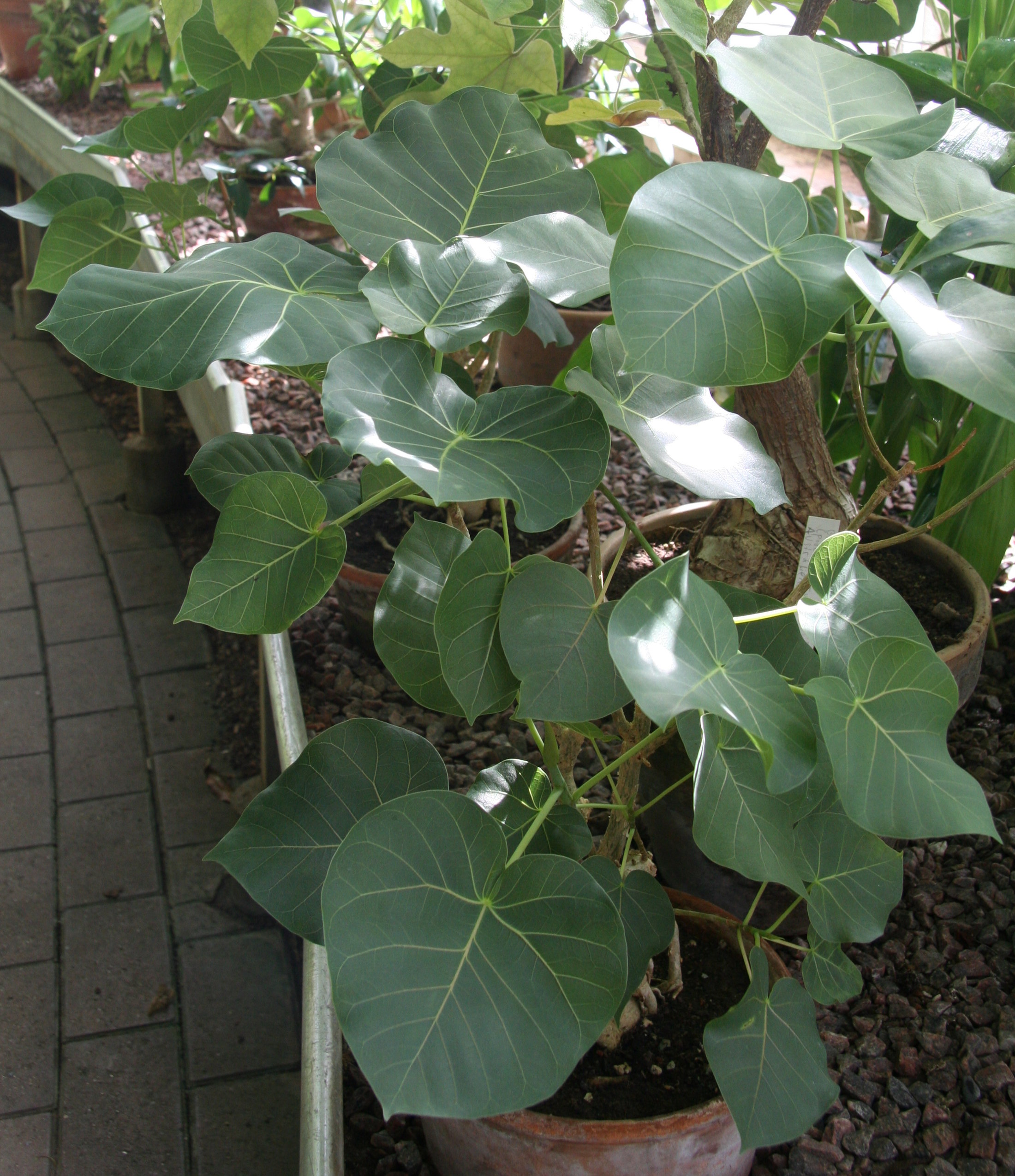
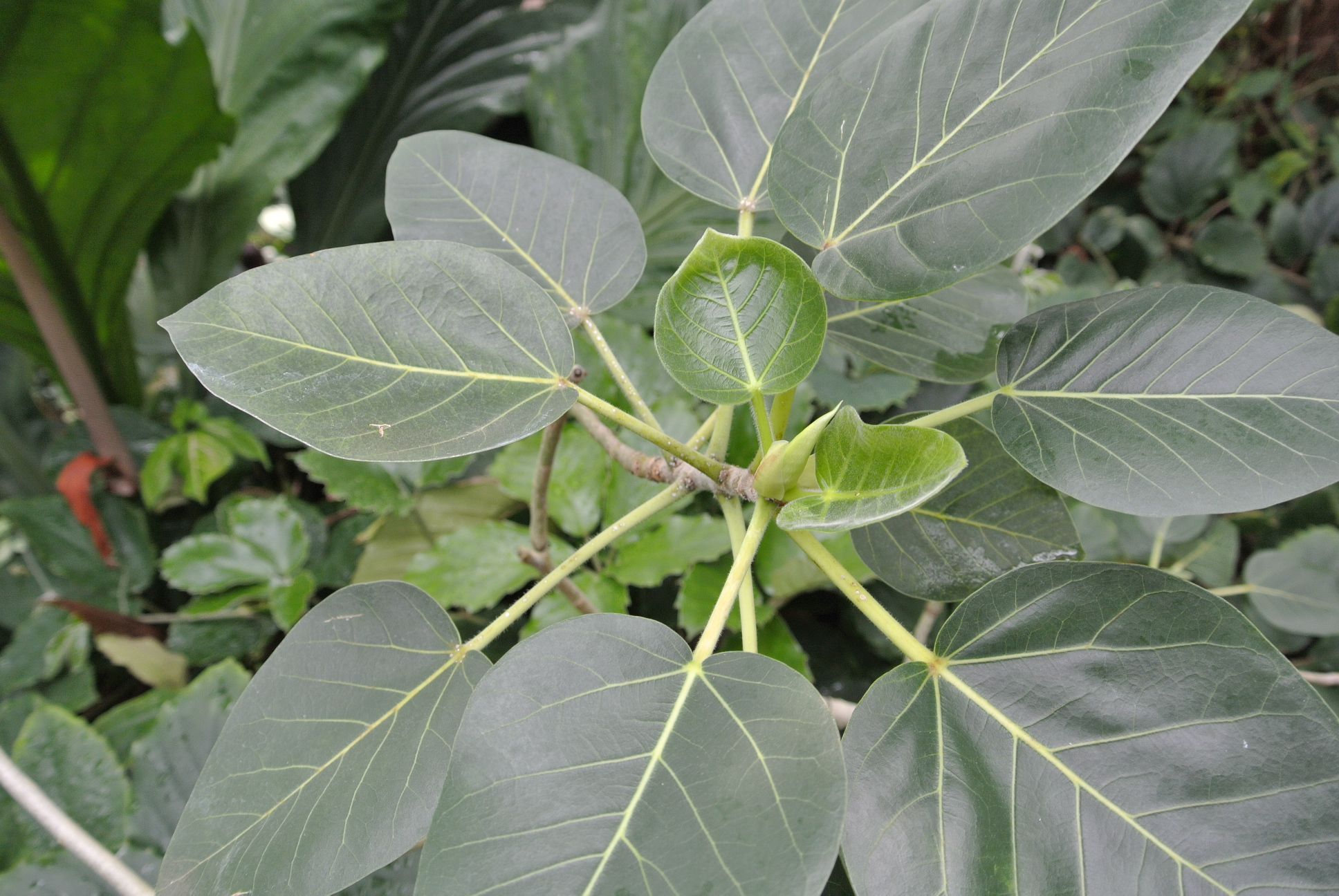